# Thilo Kehrer
Pour les articles homonymes, voir Kehrer.

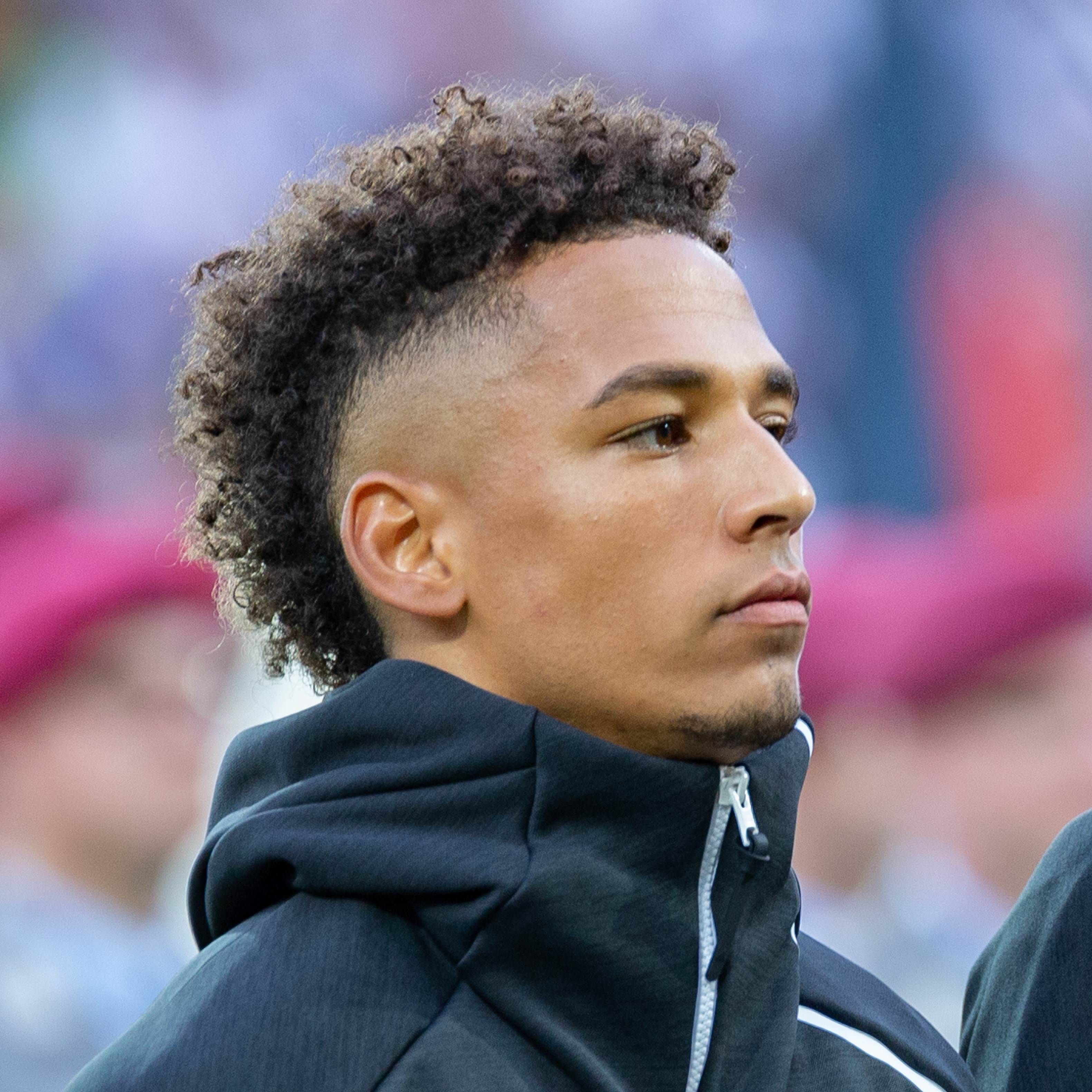
Thilo Kehrer (2019)

Jan Thilo Kehrer, plus connu sous le nom de Thilo Kehrer (prononcé en allemand : [ˈtiːlo ˈkeːʁɐ]), né le 21 septembre 1996 à Tübingen en Allemagne, est un footballeur international allemand d'origine burundaise qui évolue au poste de défenseur central et de latéral droit à l'AS Monaco.
Issu du centre de formation de Schalke 04, après avoir fréquenté d'autres clubs auparavant, Kehrer fait ses débuts professionnels début 2016. Il devient titulaire lors de la saison suivante. Lors de l'exercice 2017-2018, il participe à la place de vice-champion d'Allemagne obtenu par son équipe. À la fin de la saison, il est engagé par le Paris Saint-Germain.
En équipe nationale, Thilo Kehrer connaît des sélections dans toutes les catégories de jeune. Participant au championnat d'Europe des moins de 19 ans 2015, il devient capitaine des moins de 20 ans. Il participe ensuite, en tant que remplaçant, au sacre allemand lors de Euro espoirs 2017 avant de devenir international A en août 2018.
La polyvalence de Thilo Kehrer est très souvent mise en avant. Il peut en effet jouer à tous les postes de défenseur.

## Biographie

### En club

#### Enfance et formation (1999-2012)
Thilo Kehrer est né le 21 septembre 1996 à Tübingen dans le Bade-Wurtemberg, d'un père allemand et d'une mère originaire du Burundi,, grâce à laquelle il parle couramment le français,. Obtenant son baccalauréat général, Kehrer passe le français à l'oral lors de l'épreuve. Il parle trois langues : l'anglais, appris à l'école, et ses deux langues maternelles : l'allemand et le français.
En 2012, alors au VfB Stuttgart depuis trois saisons, Kehrer décide de rejoindre Schalke 04. Son centre de formation, la Knappenschmiede, est alors considéré comme un des meilleurs d'Allemagne. « Tout comme Schalke, Stuttgart a de très bonnes équipes de jeunes. Mais la perspective de passer des U19 aux pros était plus grande pour moi ici. Ça faisait 3-4 ans que j’étais au VfB, et parfois, les gens ont une image de toi qui ne bouge plus » déclare-t-il en 2018.

#### Schalke 04 (2012-2018)
Avec l'équipe des moins de 19 ans de Schalke 04, il participe à l'UEFA Youth League lors des saisons 2013-14, 2014-15, et 2015-16. Lors de cette compétition, il inscrit un but contre le FC Bâle en octobre 2013 et il est quart de finaliste en 2014, battu par Chelsea. Au sein de l'académie allemande, il empoche le titre de champion d'Allemagne U19 en 2015,, en tant que capitaine d’une génération qui compte notamment Leroy Sané.
Thilo Kehrer est intégré au groupe professionnel dès le début de l’exercice 2015-2016. Il doit attendre quelques mois avant de faire ses débuts officiels le 6 février 2016 contre Wolfsburg (3-0), à 19 ans. Il s'agit de sa seule apparition de la saison.
Lors de la saison 2016-2017, Kehrer dispute seize matchs de Bundesliga. Il découvre aussi la Coupe d'Europe avec huit rencontres en Ligue Europa, bénéficiant d’une concurrence affaiblie par les blessures de Benedikt Höwedes et Naldo. Le jeune défenseur marque son premier but le 1er avril 2017 lors du 150e Revierderby contre Dortmund (1-1), en tant que titulaire à vingt ans au poste de défenseur latéral gauche,. 
En 2017-2018, sous les ordres de Domenico Tedesco, entraîneur adepte d’une défense à trois éléments, Kehrer évolue le plus souvent comme axial droit ou axial gauche, aux côtés du Brésilien Naldo et de Benjamin Stambouli. Le 5 mai 2018, il inscrit un doublé décisifs à Augsburg (score final 2-1) qui offre la deuxième place et la qualification directe à son club pour la ligue des champions 2018-2019. Sa saison 2017-2018 est particulièrement aboutie avec 28 matches joués sur 34 en championnat, pour trois buts et deux passes décisives. Schalke termine à la seconde place. Il prend aussi part à cinq matchs de Coupe d'Allemagne.
À 21 ans, Thilo Kehrer compte 45 rencontres de Bundesliga en trois saisons, dont 39 en tant que titulaires. Pour un défenseur, il se révèle également précis devant le but puisqu'il fait trembler les filets à quatre reprises avec Schalke 04, et donné quatre passes décisives. À cela, il faut ajouter huit rencontres de Ligue Europa sur les deux dernières années. Il est alors sous contrat avec Schalke jusqu'en 2019.

#### Paris Saint-Germain (2018-2022)
Le 16 août 2018, un accord est trouvé avec le Paris Saint-Germain pour son transfert à hauteur de 37 millions d'euros. Selon le Centre International d'Étude du Sport (CIES), qui évalue alors sa valeur à 17,1 millions d'euros, il s'agit du deuxième transfert le plus « surpayé » du mercato estival 2018. Le jeune allemand s'engage pour cinq ans et porte le numéro 4. Il retrouve deux compatriotes : l’entraîneur Thomas Tuchel et Julian Draxler, lui aussi formé à Schalke. Il obtient progressivement du temps de jeu, offrant sa polyvalence dans le système de défense à trois adopté en début de saison par son entraîneur Thomas Tuchel . C'est ainsi qu'il est titulaire lors de quatre des six matchs de poule du PSG en Ligue des champions et entre en jeu lors du match à domicile contre l'Étoile Rouge. Il est également titulaire au poste de défenseur droit dans le 3-4-3 de Thomas Tuchel lors du match aller du PSG face à Manchester United. Titulaire lors du match retour, il commet une erreur dans les premières minutes du match avec une passe transversale mal assurée, offrant un but à l'attaquant mancunien Romelu Lukaku (le PSG perd le match 3-1, ce qui qualifie Manchester à la différence de buts). Thilo Kehrer est victime de blessures à la fin de la saison, il manque donc la première partie de la saison suivante avec son club. Il effectue son retour en janvier 2020, marqué par de bonnes performances notamment en inscrivant un but décisif de la tête sur corner contre le FC Nantes, mais aussi lors du match retour en Ligue des champions contre Dortmund, durant lequel il parvient à être décisif, tout comme son coéquipier Presnel Kimpembe, en muselant Erling Haaland et Jadon Sancho. Le PSG gagne ce match 2-0 et se qualifie donc pour les quarts de finales, ce match a été un moyen pour Kehrer d'oublier son match raté un an plus tôt contre Manchester United.

#### West Ham United (2022-2024)
Indésirable au Paris Saint-Germain à l'été 2022 après l'arrivée du nouvel entraîneur Christophe Galtier, Kehrer trouve un nouveau point de chute en rejoignant West Ham United le 17 août 2022. Il signe un contrat de quatre ans plus deux ans en option.

#### AS Monaco (depuis 2024)
En janvier 2024, Kehrer fait l'objet d'un prêt de six mois avec option d'achat de 11,5 millions d'euros à l'AS Monaco.
Le 19 mai 2024, il marque d'une tête plongeante son premier but sous les couleurs monégasques face au FC Nantes en Ligue 1, participant au dernier succès monégasque de la saison 2023-2024. Il inscrit un nouveau but sur le terrain du Bologna FC, pour une victoire 1-0 en terres italiennes pour la 4ème journée des Ligue des Champions.
Le 1er février 2025, lors de la réception de l'AJ Auxerre, il marque un nouveau but sur corner d'une frappe limpide en pleine lucarne du pied gauche pour ouvrir le score.

### En sélection
Thilo Kehrer fait ses classes dans toutes les catégories de jeune au niveau international cumule, en août 2018, 33 sélections avec les moins de 16, 17, 18, 20 et 21 ans allemands.
Avec les moins de 19 ans, il participe au championnat d'Europe des moins de 19 ans 2015 organisé en Grèce. Lors de cette compétition, il inscrit un but contre la Russie.
Avec les moins de 20 ans, il porte le brassard de capitaine lors de deux matchs, contre l'Italie en novembre 2015, puis face à Suisse en mars 2016.
Kehrer remporte l'Euro espoirs 2017 en Pologne. Resté sur la banc lors de la finale face à l'Espagne (1-0), il ne joue que 10 minutes durant cette compétition,. Après cle tournoi, il devient capitaine des espoirs allemands.
Le 29 août 2018, il est appelé pour la première fois en équipe A de la sélection allemande. Le 9 septembre 2018 à Sinsheim, il reçoit sa première sélection lors d'un match amical contre le Pérou (entrée en jeu à la place de Matthias Ginter). Joachim Löw le convoque à nouveau en octobre, et il est titulaire contre la France au stade de France en Ligue des nations (défaite 2-1).
Le 10 novembre 2022, il est sélectionné par Hansi Flick pour participer à la Coupe du monde 2022.

## Style de jeu
À Schalke 04, Thilo Kehrer est placé dans une défense à trois et prouve sa solidité, son équipe terminant avec la troisième meilleure défense de Bundesliga 2017-2018. « C'est un joueur qui a une belle ouverture de jeu, il a un bon jeu de passe pour construire de derrière. C'est une de ses bonnes qualités », décrypte Valérien Ismaël, défenseur français ayant passé une bonne partie de sa carrière en Allemagne.
« Thilo peut jouer n'importe où en défense. Il pourrait même jouer au poste de 6 à vrai dire. Il fait partie de ces joueurs qui n'arrivent pas à savoir s'ils sont droitiers ou gauchers » révèle Christian Heidel en 2017, directeur sportif de Schalke. Kehrer évolue principalement dans l'axe de la défense mais peut donc aussi être utilisé en tant que latéral, notamment à gauche. Une polyvalence rare qui séduit Thomas Tuchel et le recrute en 2018. « Il est rapide, capable de jouer aux quatre postes de la défense, il a les deux pieds et peut même jouer milieu défensif », se réjouit l'entraîneur du PSG. L'Allemand loue également « l'intensité, la vitesse et l'agressivité » de son compatriote.

## Statistiques détaillées
| Saison                | Club                  | Championnat           | Championnat | Championnat | Championnat | Coupe nationale | Coupe nationale | Coupe nationale | Coupe de la Ligue | Coupe de la Ligue | Coupe de la Ligue | Supercoupe | Supercoupe | Supercoupe | Compétition(s) continentale(s) | Compétition(s) continentale(s) | Compétition(s) continentale(s) | Compétition(s) continentale(s) | Total | Total | Total |
| Saison                | Club                  | Division              | M.          | B.          | P.d.        | M.              | B.              | P.d.            | M.                | B.                | P.d.              | M.         | B.         | P.d.       | Comp.                          | M.                             | B.                             | P.d.                           | M.    | B.    | P.d.  |
| 2015-2016             | Schalke 04            | Bundesliga            | 1           | 0           | 0           | -               | -               | -               | -                 | -                 | -                 | -          | -          | -          | C3                             | -                              | -                              | -                              | 1     | 0     | 0     |
| 2016-2017             | Schalke 04            | Bundesliga            | 16          | 1           | 2           | 1               | 0               | 0               | -                 | -                 | -                 | -          | -          | -          | C3                             | 8                              | 0                              | 0                              | 25    | 1     | 2     |
| 2017-2018             | Schalke 04            | Bundesliga            | 28          | 3           | 2           | 5               | 0               | 0               | -                 | -                 | -                 | -          | -          | -          | -                              | -                              | -                              | -                              | 33    | 3     | 2     |
| Sous-total            | Sous-total            | Sous-total            | 45          | 4           | 4           | 6               | 0               | 0               | -                 | -                 | -                 | -          | -          | -          | -                              | 8                              | 0                              | 0                              | 59    | 4     | 4     |
| 2018-2019             | Paris Saint-Germain   | Ligue 1               | 27          | 1           | 2           | 5               | 0               | 0               | 1                 | 0                 | 0                 | -          | -          | -          | C1                             | 7                              | 0                              | 0                              | 40    | 1     | 2     |
| 2019-2020             | Paris Saint-Germain   | Ligue 1               | 7           | 1           | 0           | 5               | 0               | 0               | 3                 | 0                 | 0                 | 1          | 0          | 0          | C1                             | 5                              | 0                              | 0                              | 21    | 1     | 0     |
| 2020-2021             | Paris Saint-Germain   | Ligue 1               | 24          | 0           | 0           | 4               | 0               | 0               | -                 | -                 | -                 | -          | -          | -          | C1                             | 5                              | 0                              | 0                              | 33    | 0     | 0     |
| 2021-2022             | Paris Saint-Germain   | Ligue 1               | 27          | 2           | 0           | 3               | 0               | 0               | -                 | -                 | -                 | 1          | 0          | 0          | C1                             | 3                              | 0                              | 0                              | 34    | 2     | 0     |
| Sous-total            | Sous-total            | Sous-total            | 85          | 4           | 2           | 17              | 0               | 0               | 4                 | 0                 | 0                 | 2          | 0          | 0          | -                              | 20                             | 0                              | 0                              | 128   | 4     | 2     |
| 2022-2023             | West Ham United       | Premier League        | 27          | 0           | 3           | 1               | 0               | 0               | -                 | -                 | -                 | -          | -          | -          | C4                             | 10                             | 0                              | 0                              | 38    | 0     | 3     |
| 2023-2024             | West Ham United       | Premier League        | 4           | 0           | 0           | -               | -               | -               | 3                 | 0                 | 0                 | -          | -          | -          | C3                             | 5                              | 0                              | 0                              | 12    | 0     | 0     |
| Sous-total            | Sous-total            | Sous-total            | 31          | 0           | 3           | 1               | 0               | 0               | 3                 | 0                 | 0                 | -          | -          | -          | -                              | 15                             | 0                              | 0                              | 50    | 0     | 3     |
| 2023-2024             | AS Monaco (prêt)      | Ligue 1               | 15          | 1           | 1           | 3               | 0               | 0               | -                 | -                 | -                 | -          | -          | -          | -                              | -                              | -                              | -                              | 18    | 1     | 1     |
| 2024-2025             | AS Monaco             | Ligue 1               | 27          | 4           | 0           | 2               | 0               | 0               | -                 | -                 | -                 | 1          | 0          | 0          | C1                             | 10                             | 1                              | 2                              | 40    | 5     | 2     |
| Sous-total            | Sous-total            | Sous-total            | 42          | 5           | 1           | 5               | 0               | 0               | -                 | -                 | -                 | 1          | 0          | 0          | -                              | 10                             | 1                              | 2                              | 58    | 6     | 3     |
| Total sur la carrière | Total sur la carrière | Total sur la carrière | 203         | 13          | 10          | 29              | 0               | 0               | 7                 | 0                 | 0                 | 3          | 0          | 0          | -                              | 53                             | 1                              | 2                              | 295   | 14    | 12    |

### En sélection nationale
| Saison                | Sélection             | Phases finales        | Phases finales | Phases finales | Phases finales | Éliminatoires | Éliminatoires | Éliminatoires | Ligue des nations | Ligue des nations | Ligue des nations | Matchs amicaux | Matchs amicaux | Matchs amicaux | Total | Total | Total |
| Saison                | Sélection             | Compétition           | M              | B              | Pd             | M             | B             | Pd            | M                 | B                 | Pd                | M              | B              | Pd             | M     | B     | Pd    |
| --------------------- | --------------------- | --------------------- | -------------- | -------------- | -------------- | ------------- | ------------- | ------------- | ----------------- | ----------------- | ----------------- | -------------- | -------------- | -------------- | ----- | ----- | ----- |
| 2018-2019             | Allemagne             | -                     | -              | -              | -              | 2             | 0             | 1             | 2                 | 0                 | 0                 | 3              | 0              | 0              | 7     | 0     | 1     |
| 2020-2021             | Allemagne             | -                     | -              | -              | -              | -             | -             | -             | 2                 | 0                 | 0                 | -              | -              | -              | 2     | 0     | 0     |
| 2021-2022             | Allemagne             | -                     | -              | -              | -              | 7             | 0             | 0             | 2                 | 0                 | 0                 | 2              | 0              | 0              | 11    | 0     | 0     |
| 2022-2023             | Allemagne             | Coupe du monde 2022   | 1              | 0              | 0              | -             | -             | -             | 2                 | 0                 | 0                 | 4              | 0              | 0              | 7     | 0     | 0     |
| 2023-2024             | Allemagne             | -                     | -              | -              | -              | -             | -             | -             | -                 | -                 | -                 | -              | -              | -              | 0     | 0     | 0     |
| 2024-2025             | Allemagne             | -                     | -              | -              | -              | -             | -             | -             | 1                 | 0                 | 0                 | -              | -              | -              | 1     | 0     | 0     |
| Total sur la carrière | Total sur la carrière | Total sur la carrière | 1              | 0              | 0              | 9             | 0             | 1             | 9                 | 0                 | 0                 | 9              | 0              | 0              | 28    | 0     | 1     |

#### Liste des matches internationaux
| Matches internationaux de Thilo Kehrer | Matches internationaux de Thilo Kehrer | Matches internationaux de Thilo Kehrer                 | Matches internationaux de Thilo Kehrer | Matches internationaux de Thilo Kehrer | Matches internationaux de Thilo Kehrer | Matches internationaux de Thilo Kehrer                                |
|                                        | Date                                   | Lieu                                                   | Adversaire                             | Résultat                               | Compétition                            | Notes                                                                 |
| -------------------------------------- | -------------------------------------- | ------------------------------------------------------ | -------------------------------------- | -------------------------------------- | -------------------------------------- | --------------------------------------------------------------------- |
| 1.                                     | 9 septembre 2018                       | PreZero Arena, Sinsheim, Allemagne                     | Pérou                                  | 2 - 1                                  | Match amical                           | Entré en jeu à la place de Matthias Ginter à la 72e minute de jeu.    |
| 2.                                     | 16 octobre 2018                        | Stade de France, Saint-Denis, France                   | France                                 | 2 - 1                                  | Ligue des nations 2018-2019            | Titulaire.                                                            |
| 3.                                     | 15 novembre 2018                       | Red Bull Arena, Leipzig, Allemagne                     | Russie                                 | 3 - 0                                  | Match amical                           | Titulaire.                                                            |
| 4.                                     | 19 novembre 2018                       | Veltins-Arena, Gelsenkirchen, Allemagne                | Pays-Bas                               | 2 - 2                                  | Ligue des nations 2018-2019            | Titulaire.                                                            |
| 5.                                     | 20 mars 2019                           | Volkswagen-Arena, Wolfsbourg, Allemagne                | Serbie                                 | 1 - 1                                  | Match amical                           | Entré en jeu à la place de Lukas Klostermann à la 90e minute de jeu.  |
| 6.                                     | 24 mars 2019                           | Johan Cruyff Arena, Amsterdam, Pays-Bas                | Pays-Bas                               | 2 - 3                                  | Éliminatoires Euro 2020                | Titulaire.                                                            |
| 7.                                     | 11 juin 2019                           | MEWA Arena, Mayence, Allemagne                         | Estonie                                | 8 - 0                                  | Éliminatoires Euro 2020                | Titulaire.                                                            |
| 8.                                     | 3 septembre 2020                       | MHPArena, Stuttgart, Allemagne                         | Espagne                                | 1 - 1                                  | Ligue des nations 2020-2021            | Titulaire.                                                            |
| 9.                                     | 6 septembre 2020                       | Parc Saint-Jacques, Bâle, Suisse                       | Suisse                                 | 1 - 1                                  | Ligue des nations 2020-2021            | Titulaire.                                                            |
| 10.                                    | 2 septembre 2021                       | Kybunpark, Saint-Gall, Suisse                          | Liechtenstein                          | 0 - 2                                  | Éliminatoires Coupe du monde 2022      | Titulaire.                                                            |
| 11.                                    | 5 septembre 2021                       | MHPArena, Stuttgart, Allemagne                         | Arménie                                | 6 - 0                                  | Éliminatoires Coupe du monde 2022      | Titulaire et remplacé par David Raum à la 83e minute de jeu.          |
| 12.                                    | 8 septembre 2021                       | Laugardalsvöllur, Reykjavik, Islande                   | Islande                                | 0 - 4                                  | Éliminatoires Coupe du monde 2022      | Titulaire.                                                            |
| 13.                                    | 8 octobre 2021                         | Volksparkstadion, Hambourg, Allemagne                  | Roumanie                               | 2 - 1                                  | Éliminatoires Coupe du monde 2022      | Titulaire.                                                            |
| 14.                                    | 11 octobre 2021                        | Stade national Toše-Proeski, Skopje, Macédoine du Nord | Macédoine du Nord                      | 0 - 4                                  | Éliminatoires Coupe du monde 2022      | Titulaire.                                                            |
| 15.                                    | 11 novembre 2021                       | Volkswagen-Arena, Wolfsbourg, Allemagne                | Liechtenstein                          | 9 - 0                                  | Éliminatoires Coupe du monde 2022      | Titulaire et remplacé par Matthias Ginter à la 72e minute de jeu.     |
| 16.                                    | 14 novembre 2021                       | Stade Républicain Vazgen-Sargsian, Erevan, Arménie     | Arménie                                | 1 - 4                                  | Éliminatoires Coupe du monde 2022      | Titulaire.                                                            |
| 17.                                    | 26 mars 2022                           | PreZero Arena, Sinsheim, Allemagne                     | Israël                                 | 2 - 0                                  | Match amical                           | Titulaire.                                                            |
| 18.                                    | 29 mars 2022                           | Johan Cruyff Arena, Amsterdam, Pays-Bas                | Pays-Bas                               | 1 - 1                                  | Match amical                           | Titulaire et remplacé par Benjamin Henrichs à la 79e minute de jeu.   |
| 19.                                    | 4 juin 2022                            | Stade Renato-Dall'Ara, Bologne, Italie                 | Italie                                 | 1 - 1                                  | Ligue des nations 2022-2023            | Titulaire.                                                            |
| 20.                                    | 11 juin 2022                           | Stade Ferenc-Puskás, Budapest, Hongrie                 | Hongrie                                | 1 - 1                                  | Ligue des nations 2022-2023            | Titulaire.                                                            |
| 21.                                    | 23 septembre 2022                      | Red Bull Arena, Leipzig, Allemagne                     | Hongrie                                | 0 - 1                                  | Ligue des nations 2022-2023            | Entré en jeu à la place de Serge Gnabry à la 46e minute de jeu.       |
| 22.                                    | 26 septembre 2022                      | Stade de Wembley, Londres, Angleterre                  | Angleterre                             | 3 - 3                                  | Ligue des nations 2022-2023            | Titulaire.                                                            |
| 23.                                    | 16 novembre 2022                       | Sultan Qaboos Sports Complex, Mascate, Oman            | Oman                                   | 0 - 1                                  | Match amical                           | Titulaire.                                                            |
| 24.                                    | 27 novembre 2022                       | Stade Al-Bayt, Al-Khor, Qatar                          | Espagne                                | 1 - 1                                  | Coupe du monde 2022                    | Titulaire et remplacé par Lukas Klostermann à la 70e minute de jeu.   |
| 25.                                    | 25 mars 2023                           | MEWA Arena, Mayence, Allemagne                         | Pérou                                  | 2 - 0                                  | Match amical                           | Entré en jeu à la place de Nico Schlotterbeck à la 86e minute de jeu. |
| 26.                                    | 28 mars 2023                           | RheinEnergieStadion, Cologne, Allemagne                | Belgique                               | 2 - 3                                  | Match amical                           | Titulaire.                                                            |
| 27.                                    | 16 juin 2023                           | Stade national de Varsovie, Varsovie, Pologne          | Pologne                                | 1 - 0                                  | Match amical                           | Titulaire.                                                            |
| 28.                                    | 8 juin 2025                            | MHPArena, Stuttgart, Allemagne                         | France                                 | 0 - 2                                  | Ligue des nations 2024-2025            | Entré en jeu à la place de Pascal Groß à la 73e minute de jeu.        |

## Palmarès

### En club
Formé à Schalke 04, Thilo Kehrer est vice-champion d'Allemagne en 2018 avant de quitter le club.
Il rejoint le Paris Saint-Germain avec qui il est Champion de France dès la première année. L'été suivant, il remporte le Trophée des champions puis s'offre tous les titres nationaux en étant champion de France avant de remporter la Coupe de France et la Coupe de la Ligue. Pour sa troisième saison en France, les parisiens échouent à la conquête du titre mais remporte la Coupe de France. Il remporte un troisième et dernier titre de Champion de France en 2022 s'être incliné en début de saison lors du Trophée des champions 2021.
Parti ensuite à West Ham United, il remporte la Ligue conférence de l'UEFA en 2023 en entrant en jeu lors de la finale contre l'ACF FIorentina. 
Il revient en France à l'AS Monaco avec qui il est vice-champion de France en 2024 et finaliste du Trophée des champions la même année.

### En sélection
Il est sacré champion d'Europe espoirs avec l'équipe d'Allemagne en 2017.
| Schalke 04                          | Paris Saint-Germain (7) | West Ham United FC (1)                     | AS Monaco                                                                   | Équipe d'Allemagne espoirs (1)           |
| ----------------------------------- | --- | ------------------------------------------ | --------------------------------------------------------------------------- | ---------------------------------------- |
| - Bundesliga - Vice-Champion : 2018 | - Ligue des champions : - Finaliste : 2020 - Ligue 1 - Champion : 2019, 2020 et 2022 - Vice-Champion : 2021 - Coupe de France - Vainqueur : 2020 et 2021 - Coupe de la Ligue - Vainqueur : 2020 - Trophée des champions - Vainqueur : 2019 - Finaliste : 2021 | Ligue Europa Conférence - Vainqueur : 2023 | - Ligue 1 - Vice-champion : 2024 - Trophée des Champions - Finaliste : 2024 | - Championnat d'Europe - Champion : 2017 |